# Сан-Луис-де-Гасено
Сан-Луис-де-Гасено (исп. San Luis de Gaceno) — небольшой город и муниципалитет в центральной части Колумбии, на территории департамента Бояка. Входит в состав провинции Нейра.

## История
Поселение, из которого позднее вырос город, было основано в 1912 году. Муниципалитет Сан-Луис-де-Гасено был выделен в отдельную административную единицу в 1956 году.

## Географическое положение

Муниципалитет Сан-Луис-де-Гасено

Город расположен в южной части департамента, на левом берегу реки Ленгупа (бассейн реки Мета), на расстоянии приблизительно 78 километров к юго-юго-востоку (SSE) от города Тунха, административного центра департамента. Абсолютная высота — 395 метров над уровнем моря.
Муниципалитет Сан-Луис-де-Гасено граничит на севере с территориями муниципалитетов Кампоэрмосо и Паэс, на западе — с муниципалитетом Санта-Мария, на юге — с территорией департамента Кундинамарка, на востоке — с территорией департамента Касанаре. Площадь муниципалитета составляет 458,5 км².

## Население
По данным Национального административного департамента статистики Колумбии, совокупная численность населения города и муниципалитета в 2015 году составляла 5120 человек.
Динамика численности населения муниципалитета по годам:
| 2005 | 2006 | 2007 | 2008 | 2009 | 2010 | 2011 | 2012 | 2013 | 2014 | 2015 |
| ---- | ---- | ---- | ---- | ---- | ---- | ---- | ---- | ---- | ---- | ---- |
| 6383 | 6249 | 6117 | 5983 | 5866 | 5735 | 5610 | 5479 | 5360 | 5235 | 5120 |

Согласно данным переписи 2005 года мужчины составляли 51,4 % от населения Сан-Луис-де-Гасено, женщины — соответственно 48,6 %. В расовом отношении белые и метисы составляли 99,6 % от населения города; негры, мулаты и райсальцы — 0,2 %; индейцы — 0,2 %.
Уровень грамотности среди всего населения составлял 84,5 %.

## Экономика
Основу экономики Сан-Луис-де-Гасено составляет сельское хозяйство.

65,1 % от общего числа городских и муниципальных предприятий составляют предприятия торговой сферы, 26,7 % — предприятия сферы обслуживания, 7,8 % — промышленные предприятия, 0,4 % — предприятия иных отраслей экономики.

## Транспорт
Через город проходит национальное шоссе № 56 (исп. Ruta Nacional 56).